# Szekrény
A szekrény bútordarab, mely használati tárgyak tárolására szolgál.

## Története
A szekrények eleinte egyszerű ládák voltak, amelyekben az ókor népei drágább holmijukat, ékszereiket, később ruhát is tartottak. A tulajdonképpeni szekrényt (polccal majd ajtóval) a rómaiaknál találjuk. Alakját és szerkezetét a szekrény nem építészeti motívumokból nyerte, hanem egyszerűen rendeltetéséből, amennyiben a polcokat, fiókokat és a tárgyak felakasztásához szükséges térségeket kellően egymás mellé és pontosan osztották be. A szekrény ilyenformán megtartott bizonyos mobilitást, tehát igazi bútorjelleget. Bútorjellegét teljesen elvesztette a szekrény a középkorban, midőn a falban fülkének alakították, vagy pedig a falhoz szilárdan odakötötték, úgyhogy az épület alkotórészét képezte. A szekrény építészeti jellege még fokozódott azáltal is, hogy külsőleg valóságos palotahomlokzattal látták el. Ezt a jelleget a szekrény a reneszánsz korában is megtartotta, és csak néha akadunk ez időből származó szekrénybútorokon oly alakokra, melyek tisztán a szekrény rendeltetéséből kapták külső alakjukat. Építészeti jellege csak annyiban csökkent, amennyiben íngóságát alacsonyabb vagy magasabb lábakkal fejezték ki, miáltal a szekrény aztán félbutorrá lett.

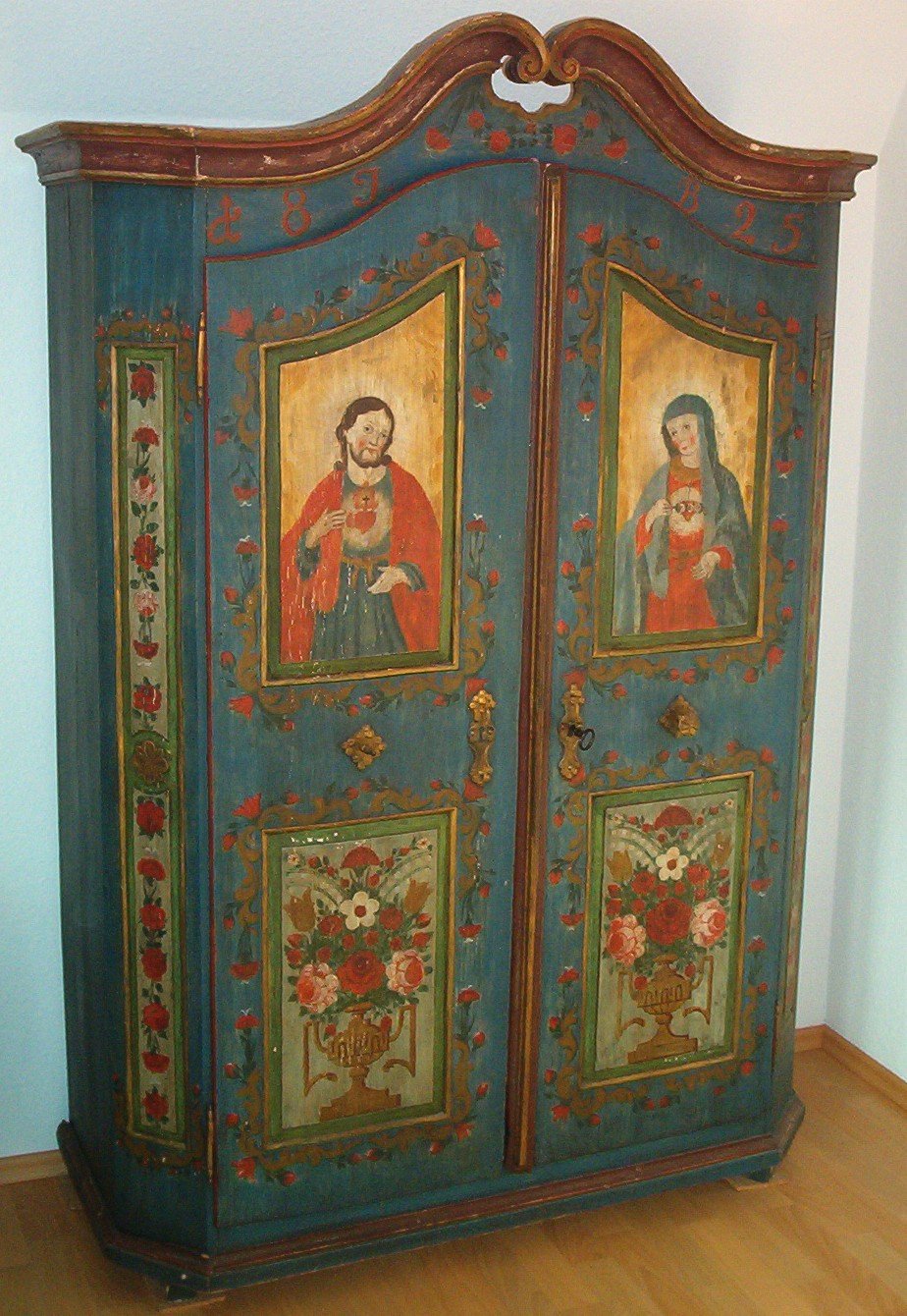
1800 körül készült ruhásszekrény
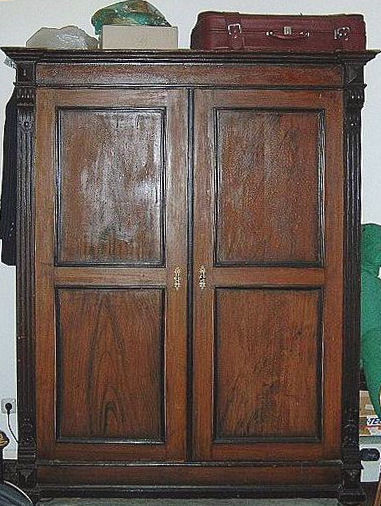
1900 körül készült ruhásszekrény
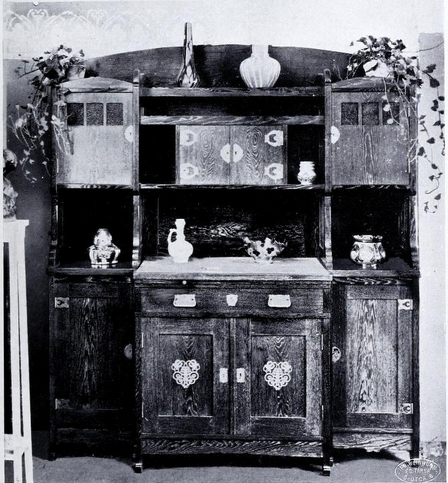
Ebédlőszekrény (1907)
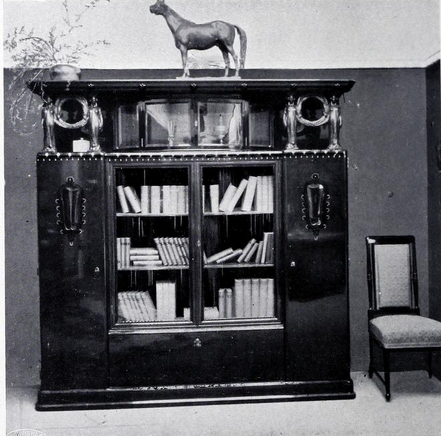
Könyvszekrény (1907)

## A beépített szekrény
A beépített szekrény olyan, falba épített szekrény, amely helymegtakarítást biztosít a tárolásra. A lakás majdnem minden helyiségében elhelyezhető, így az előszobában is megtalálható. Ez a tárolási rendszer nagyon sokféle kivitelben készül, tolóajtós, nyílóajtós, de még nyitott állapotban is lehet vele találkozni.
Egyedi méretek alapján készül majdnem minden esetben az adott helyhez igazodva. Az ajtó sokféle anyagból készülhet, pl. a tolóajtóba lehet mindenféle betétet kombinálva/üveg-bútorlap stb./színek sok kombinációjával. Ilyen szekrényeket faipari cégek és asztalosok készítenek.